# ريتشارد جير
ريتشارد جير (بالإنجليزية: Richard Tiffany Gere)‏، ممثل أمريكي ولد بفيلادلفيا، بنسيلفانيا.

## حياته الشخصية
وُلد في ولاية (فيلادلفيا) Philadelphia (بنسلفينيا) في عام 1949 في آخر يوم من شهر أغسطس، الولد الثاني من أصل خمسة أولاد، والده هومر، كان يعمل في شركة تأمين، ووالدته دوريس كانت ربة منزل، بدأ ريتشارد جير في بداياته العزف على الموسيقى، يعزف على عدد من الألات الموسيقية، ودرس الموسيقى في الكلية، وتخرج من كلية North Syracuse Central، في عام 1967، وقد ترك الكلية بعد سنتيين ليكمل نحو التمثيل، وليصقل موهبته الفنية، فلعب دور مميز في مسرحية Grease الموسيقية، وفي السنة التي تلت، لعب الكثير من الأدوار في مسرحيات عديدة منها، Taming of the Shrew، اما على التلفزيون فقد كان له العديد من الأدوار منها دوره في Looking For Mr.Goodbar، في عام 1978 سافر إلى نيبيل، وعاد إلى أميركا بعد سنة.
و كان حلم ريتشارد جير بأن يقوم بإصدار فرقة موسيقية خاصة به، إلا أن محاولاته كلها فشلت، لعدة أسباب منها المالية، والأخرى اجتماعية، بدأ ريتشارد جير التمثيل في دور بسيط في فيلم Report To The Commissioner، وكان ذلك في عام 1975، اما البداية الحقيقة لريتشارد جير كانت في عام 1978 مع المخرج ألأميركي المميز ترينس مالك، في فيلم Days Of Heaven (أيام الجنة)، ثم اكد نجوميته اللافتة للنظر في عام 1980 عندما قام ببطولة فيلم (American Gigolo)، في دور جميل كان من المفترض أن يكون للمثل الأميريكي (جون ترافولتا)، ولكن جون لم يقبل بهذا الدور، ورفضه، فأتى ريتشارد ليتألق من خلال هذا الدور.
أما عام 1982 كان يحمل في طياته الكثير ليقدمه لريتشارد، حيث قام ببطولة فيلم (An Officer And a Gentleman) الذي حصد فيه أول (ترشيح) للحصول على جائزة عالمية وهي (Golden Glop)، رغم دوره المميز في الفيلم ونجوميته الساطعة، لم يحالف ريتشارد الحظ أبداً، وفبعد مرور ثمان سنوات لا يُذكر بها شيء مميز للنجم، إلى أن وصل إلى بداية التسعينات وتألق في دوره المميز مع جوليا روبرتس في الفيلم الرومنسي المثير Pretty Woman، وقد ترشح ريتشارد لجائزة الغولدن غلوب كأفضل ممثل كوميدي، أو أفضل ممثل موسيقي، بعد ذلك تألق ريتشارد جير بدوره المميز بجانب الحسناء جودي فوستر في فيلم (SOMMERSBY) وكان ذلك في عام 1993، وفي الـ 1996 قدم دور مميز في فيلم Primal Fear مع النجم الشاب إدوارد نورتن، (Edward Norton).

## الترشيحات والجوائز
الترشيحات لجائزة الغولدن غلوب:
- أفضل ممثل درامى عام 1983 عن فيلم An Officer and a Gentleman
- أفضل ممثل كوميدى أو أستعراضى عام 1991 عن فيلم Pretty Woman
- أفضل ممثل كوميدى أو أستعراضى عام 2003 عن فيلم Chicago وفاز بها

## أفلامه
- الخريف في نيويورك
- الركن الأحمر
- شيكاغو
- نخبة بروكلين
- أول فارس
- هاتشي: حكاية كلب
- نبؤات موثمان

## وصلات خارجية
- ريتشارد جير على موقع IMDb (الإنجليزية)
- ريتشارد جير على موقع الموسوعة البريطانية (الإنجليزية)
- ريتشارد جير على موقع روتن توميتوز (الإنجليزية)
- ريتشارد جير على موقع مونزينجر (الألمانية)
- ريتشارد جير على موقع ألو سيني (الفرنسية)
- ريتشارد جير على موقع ميوزك برينز (الإنجليزية)
- ريتشارد جير على موقع تيرنر كلاسيك موفيز (الإنجليزية)
- ريتشارد جير على موقع أول موفي (الإنجليزية)
- ريتشارد جير على موقع بوكس أوفيس موجو (الإنجليزية)
- ريتشارد جير على موقع قاعدة بيانات برودواي على الإنترنت (الإنجليزية)
- مؤسسة جير